# Mauser Modelo 1902
El Mauser Mexicano Modelo 1902 fue un fusil de cerrojo tipo Mauser diseñado para el gobierno mexicano. Era similar al Mauser Modelo 1895, salvo que el Máuser 1902 era accionado por el mismo sistema de disparo que el Gewehr 98.

## Historia
El Mauser 1902 fue una mejora directa del Mauser Modelo 1895 y fue el fusil estándar del Ejército Mexicano a principios del siglo XX. Entre las mejoras que se incluyeron a ésta nueva versión fueron orejetas de acerrojado y protección contra gases, éstas mejoras fueron hechas a partir del Gewehr 98. El Mauser 1902 conservó la bayoneta original del Mauser Modelo 1895.
Para su producción, el General Bernardo Reyes firmó dos contratos entre 1902 y 1906, siendo entregados 40,000 fusiles hechos por Steyr y 38,000 fusiles fabricados por DWM. Los Mauser Modelo 1902 fueron utilizados en la Revolución mexicana junto al Mauser Modelo 1910.

## Variantes posteriores
- Fusil Mauser Mexicano Modelo 1907: Fabricado por la Österreichische Waffenfabriks-Gesellschaft, era mecánicamente similar al M1902. La culata incluía empuñadura de pistola y abrazadera delandera tipo banda simple. A partir de 1925, el alza fue sustituida por una con patrón graduable a 1,800 metros. Su longitud total era de 124 cm, su cañón de 74 cm y su peso era de 4 kg.[5]

- fusil Mauser Mexicano Modelo 1910: Fue una versión del Mauser 1902 fabricada en México con el fin de reducir la dependencia de proveedores extranjeros. Bajo esta idea se crearon la Fábrica Nacional de Armas y la Fábrica Nacional de Cartuchos con la ayuda de técnicos extranjeros.[6] También fueron construidas 8,000 bayonetas que serían montadas en el Fusil Mondragón y que posteriormente fueron adaptadas al Mauser Modelo 1910.[7] Entre 1910 y 1934 fueron producidos aproximadamente 40,000 ejemplares del modelo 1910.[1] El Mauser Modelo 1910 también fue empleado en la Guerra Civil Española, enviándose 20.000 fusiles a las fuerzas republicanas.[8]

- Carabina Mauser Mexicana Modelo 1910: Se fabricaron alrededor de 4,000 ejemplares por la Fabrica Nacional de Armas de México, fue una versión mexicana de la carabina Mauser Modelo 1895 chilena, distinguido por una culata con empuñadura recta y un alza graduada a 1,400 metros. Su longitud total era de 95.5 cm, su cañón de 44.5 cm y su peso de 3.55 kg.[5]

- Fusil Mauser Mexicano Modelo 1912: Debido al progreso incierto de la producción del M1910 con la Fábrica Nacional de Armas, el gobierno mexicano se vio en la necesidad de ordenar fusiles a la Österreichische Waffenfabriks-Gesellschaft. Este fusil era muy similar al M1902, salvo la inclusión de un alza graduada a 2,000 metros, una abrazadera delantera tipo "H" y la bayoneta del M1907. Su longitud total era de 124 cm, su cañón de 74 cm y su peso de 4.1 kg. Tras estallar la Primera Guerra Mundial, la Österreichische Waffenfabriks-Gesellschaft dejó de surtir al gobierno mexicano, asignando los fusiles fabricados a las tropas austrohúngaras. Posteriormente, entre 1919 y 1920, los ejemplares sobrevivientes fueron modificados para disparar el cartucho 7,92 × 57 mm para el Reino de los Serbios, Croatas y Eslovenos, quienes lo usaron con la designación M 1924B.[5]

- Mosquetón Mauser Modelo 1912: Versión con cañón corto del fusil M1912 fabricado en pequeñas cantidades por la Österreichische Waffenfabriks-Gesellschaft. Tenía la manija del cerrojo doblada hacia abajo contra el guardamanos y el alza graduada a 1,400 metros. Su longitud total era de 106 cm, su cañón de 55.5 cm y su peso de 4 kg.[5]

- Carabina Mauser Mexicana Modelo 1912: Versión de la carabina M1910 fabricada en pequeñas cantidades en Austria por la Österreichische Waffenfabriks-Gesellschaft.[5]

- Fusil Mauser Mexicano Modelo 1924: Se fabricaron alrededor de 25,000 ejemplares por la F.N., los cuales se recibieron entre 1926 y 1927 mientras que se fabricaron otros 5,000 ejemplares ZB vz. 12/33 por Zbrojovka Brno entre 1932 y 1933. Todos los ejemplares tenían un grabado de un águila sobre un nopal y la inscripción "REPÚBLICA MEXICANA 1924" sobre la recámara. Los ejemplares producidos por Zbrojovka Brno tenían la inscripción de "FÁBRICA CHECOSLOVACA DE ARMAS S.A. BRNO" en el lado izquierdo del cajón de mecanismos. La versión belga tenía una longitud total de 109 cm, un cañón de 59.5 cm y un peso de 3.86 kg, mientras que la versión checoslovaca tenía una longitud de 106,4 cm y un cañón de 55.5 cm.[5]

- Carabina Mauser Mexicana Modelo 1924: Versión carabina del fusil M1924 producida en cantidades pequeñas por la F.N., contaba con un alza graduada a 1,400 metros y no se le podía montar bayonetas. Su longitud era de 90.4 cm, su cañón de 38.5 cm y su peso de 3.4 kg.[5]

- Fusil Mauser Mexicano Modelo 1936: Versión con características similares tanto al Gewehr 98 como al Springfield M1903 fabricado por la Fábrica Nacional de Armas de México.

- Mosquetón Mauser Mexicano Modelo 1954: Versión del M1936 diseñada para disparar el cartucho .30-06 Springfield y fabricada por la Fábrica Nacional de Armas de México. También fueron modificados por la misma Fábrica Nacional al menos 7,500 ejemplares del M1936 para convertirse en M1954 entre los años de 1954 y 1965.[5]